# ریچارد ونک
ریچارد ونک (به انگلیسی: Richard Wenk) فیلمنامه‌نویس و کارگردان آمریکایی است که بیشتر به خاطر کارش در فیلم‌های «بی‌مصرف‌ها ۲» (۲۰۱۲)، «ایکوالایزر» (۲۰۱۴)، و «هفت دلاور» (۲۰۱۶) شناخته می‌شود.
ونک در سال ۱۹۵۶ در متوچن، نیوجرسی متولد شد. او از دبیرستان در سال ۱۹۷۴، و از مدرسه هنر تیش دانشگاه نیویورک در سال ۱۹۷۹ فارغ‌التحصیل شد.

## فیلم‌شناسی
- خون‌آشام (۱۹۸۶) … نویسنده و کارگردان
- حمله ۵ فوتی (۱۹۹۴) … فقط کارگردان
- فقط بلیط (۱۹۹۸) … نویسنده و کارگردان
- افسونگری (۲۰۰۲) … فقط کارگردان
- ۱۶ بلوک (۲۰۰۶) … نویسنده فیلمنامه
- مکانیک (۲۰۱۱) … فیلمنامه‌نویس
- بی‌مصرف‌ها ۲ (۲۰۱۲) … فیلمنامه‌نویس
- برابرساز (۲۰۱۴) … نویسنده فیلمنامه
- شمارش معکوس (۲۰۱۶) … نویسنده فیلمنامه
- هفت دلاور (۲۰۱۶) … فیلمنامه‌نویس
- جک ریچر: هرگز بازنگرد (۲۰۱۶) … فیلمنامه‌نویس
- خائنان (۲۰۱۷) … فیلمنامه‌نویس
- برابرساز ۲ (۲۰۱۸) … فیلمنامه‌نویس
- محافظ (۲۰۲۱) … نویسنده فیلمنامه
- برابرساز ۳ (۲۰۲۳) ... نویسنده فیلمنامه
- کریون شکارچی (۲۰۲۳) … فیلمنامه‌نویس[۴][۵][۶]
- چارلی چابک (۲۰۲۳) ... نویسنده فیلمنامه